# Arboleas
Arboleas este un municipiu în provincia Almería, Andaluzia, Spania cu o populație de 1.782 locuitori.